# Víctor Manuel Ánchel Esteban
Víctor Manuel Ánchel Esteban (Valencia, 1973) es un oboísta y profesor de música español. Desde 2008 es solista con la Orquesta Nacional de España.